# Нантпорт (стадион)
Стадион Нантпорт е футболен стадион в Бангор, Уелс.
Открит е през 2012 г. Разполага с капацитет от 3000 места.
Приема домакинските мачове на местния футболен отбор ФК Бангор Сити. През 2012 г. е домакин на срещата от 1-ви квалификационен кръг на Лига Европа между ФК Бангор Сити и молдовския ФК Зимбру Кишинев.
|  | Тази страница частично или изцяло представлява превод на страницата Nantporth в Уикипедия на английски. Оригиналният текст, както и този превод, са защитени от Лиценза „Криейтив Комънс – Признание – Споделяне на споделеното“, а за съдържание, създадено преди юни 2009 година – от Лиценза за свободна документация на ГНУ. Прегледайте историята на редакциите на оригиналната страница, както и на преводната страница, за да видите списъка на съавторите. ВАЖНО: Този шаблон се отнася единствено до авторските права върху съдържанието на статията. Добавянето му не отменя изискването да се посочват конкретни източници на твърденията, които да бъдат благонадеждни. |